# Warrior (Nina Szublati-dal)
A Warrior (magyarul: Harcos) egy dal, amely Grúziát képviselte a 2015-ös Eurovíziós Dalfesztiválon, Bécsben Nina Sublatti előadásában. A dal a 2015. január 14-én rendezett grúz nemzeti döntőben nyerte el az indulás jogát, ahol a zsűri és a nézői szavazatok együttese alakította ki a végeredményt. A dalt maga az előadó szerezte elmondása szerint körülbelül három óra alatt. A zenei alapot Thomas G:son, svéd zenei producerrel közösen véglegesítették. A dal a grúz nőkről szól, akik arra törekszenek, hogy „erősek, harcosak” legyenek.
A dalhoz videóklip is készült, melyet David Gogokhia rendezett és 2015. március 11-én mutatták be.
A dalt Bécsben először a május 19-i első elődöntőben adták elő, fellépési sorrendben utolsóként, azaz tizenhatodikként. Innen a 4. helyen jutott tovább a verseny döntőjébe.
A május 23-án rendezett döntőben fellépési sorrendben huszonharmadikként adták elő. A dal a szavazás során 51 pontot szerzett, ez a 11. helyet jelentette a huszonhét fős mezőnyben és egyben Grúzia második legjobb szereplése a dalfesztiválok történetében.

## Külső hivatkozások
- Dalszöveg (angol nyelven). 4lyrics.eu
- A dal előadása a grúz nemzeti döntőben. YouTube-videó, PBS, 2014. december 31.
- A dal videóklipje. YouTube-videó, Eurovision Song Contest, 2015. március 11.
- A dal a 2015-ös Eurovíziós Dalfesztivál első elődöntőjében. YouTube-videó, Eurovision Song Contest, 2015. május 19.
- A dal a 2015-ös Eurovíziós Dalfesztivál döntőjében. YouTube-videó, Eurovision Song Contest, 2015. május 23.